# Delphinium
Genre
Classification phylogénétique
Le genre Delphinium, les Dauphinelles ou Pied-d'alouette, regroupe plus de 350 espèces de plantes herbacées généralement vivaces, rarement annuelles ou bisannuelles, de la famille des Renonculacées. Elles sont surtout originaires des régions tempérées de l'hémisphère nord, mais on en retrouve aussi quelques espèces dans les hautes montagnes d'Afrique équatoriale.
Elles partagent leurs noms communs avec le genre voisin Consolida qui regroupe les plantes dont les fruits ne sont constitués que d'un seul follicule.
En 2011, grâce à une étude phylogénétique, Florian Jabbour et Susanne S. Renner ont montré que les genres Consolida et Aconitella devaient être regroupés au genre Delphinium.

## Description
Les feuilles sont profondément découpées en 3 à 7 lobes pointus et dentés.
La hampe florale est dressée et sa hauteur varie beaucoup selon les espèces, de 10 cm chez certaines espèces alpines jusqu'à 2 m chez les grandes espèces des prairies. Les fleurs sont rassemblées en racème ou en corymbe et sont de couleur violette, bleue, rouge, jaune ou blanche. Les fleurs sont bisexuées et zygomorphes. Elles comportent cinq sépales pétaloïdes, dont celui du haut se prolonge par un éperon, ainsi que quatre pétales libres, sessiles, dont les deux supérieurs portent un éperon nectarifère.
Le fruit comporte de 3 à 5 follicules, contenant de petites graines d'un noir brillant. Les plantes fleurissent de la fin du printemps à la fin de l'été, et sont pollinisées par les papillons et les bourdons.

## Étymologie

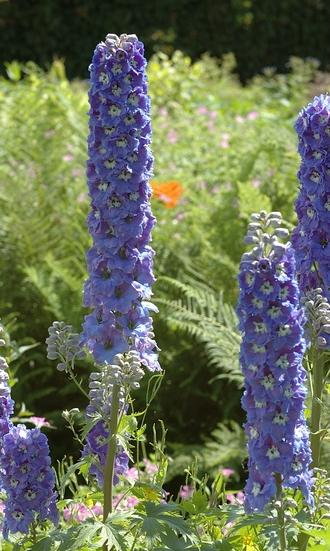
Dauphinelle cultivée.

Le nom latin « Delphinium » et son dérivé français « dauphinelle » vient du grec δελφίνιον - delphinion (Pseudo-Dioscoride, 3.73a). L'auteur écrit : [De la tige] "sortent des feuilles qui ont la forme des dauphins, comme leur nom l'indique". C'est une allusion à la forme de l'éperon recourbé qui évoque la cambrure du dauphin (δελφίς, génitif δελφῑνος - delphis, delphinos).

## Aire de répartition

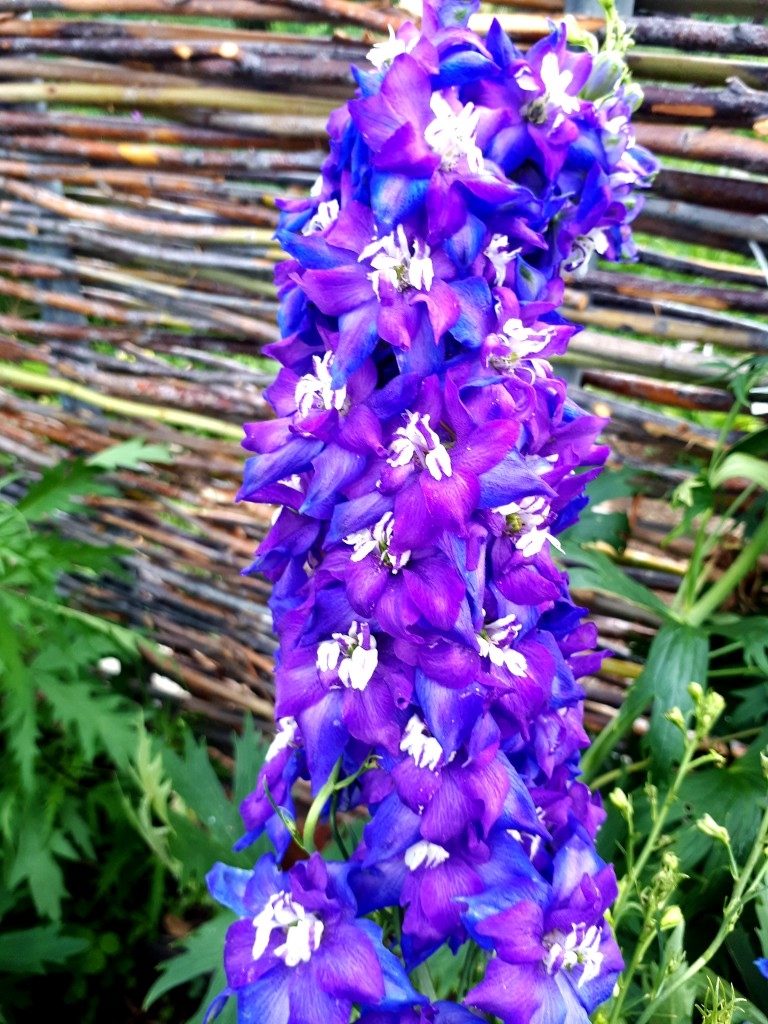
Delphinium en Sibérie orientale.

Près de la moitié des espèces de dauphinelles sont originaires de Chine. L'Europe compte environ 25 espèces. Beaucoup de dauphinelles ont des aires de répartition très restreintes et plusieurs sont sur la liste des espèces menacées.

## Culture et utilisation

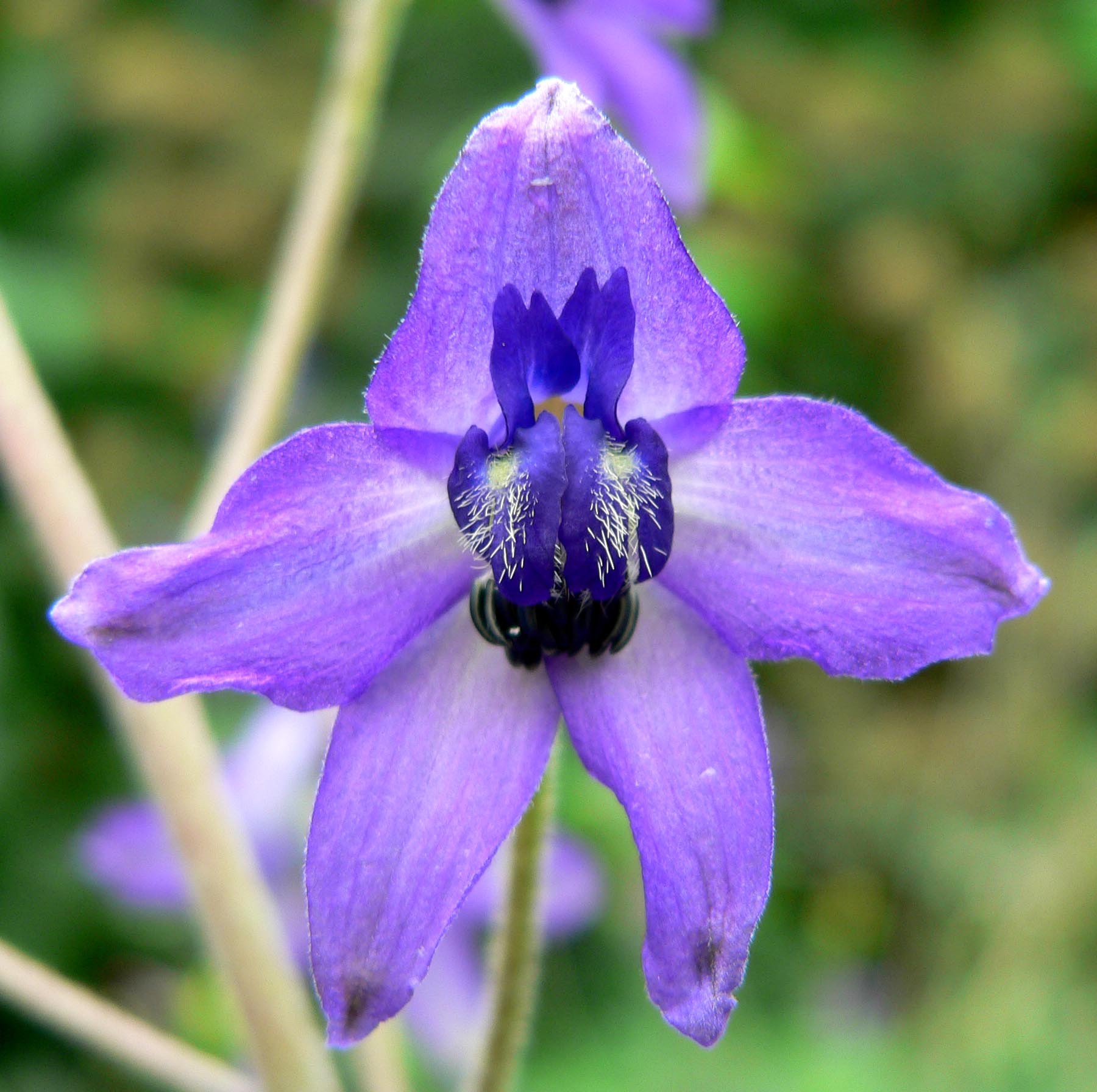
Delphinium ceratophorum.

Plusieurs espèces sont cultivées comme plantes d'ornement et de nombreux cultivars ont été sélectionnés pour leurs épis de fleurs denses et voyants.
Toutes les parties de la plante contiennent l'alcaloïde delphinine ainsi que d'autres alcaloïdes diterpéniques et sont très toxiques, provoquant des vomissements lorsqu'ils sont ingérés et même la mort à forte dose. À faible dose, des extraits de cette plante ont été utilisés en phytothérapie. Le jus des fleurs mélangé à de l'alun donne une encre bleue.

## Liste des espèces
Selon "The Plant List"   23 août 2012
- Delphinium acutidentatum  (W.T.Wang) N.I.Malyutin, 2001
- Delphinium aemulans Nevski, 1937
- Delphinium afghanicum Rech.f., 1954
- Delphinium ajacis L., 1753
- Delphinium aktoense W. T. Wang,  1999
- Delphinium alabamicum Kral, 1976
- Delphinium albiflorum DC., 1817
- Delphinium albocoeruleum Maxim. , 1877
  - Delphinium albocoeruleum var. albocoeruleum   ,
  - Delphinium albocoeruleum var. przewalskii  (Huth) W.T.Wang , 1979
- Delphinium albomarginatum  Simonova , 1924
- Delphinium alpestre Rydb. ,  1902
- Delphinium altaicum Nevski ,  1937
- Delphinium altissimum Wall. , 1831
- Delphinium ambiguum  L. , 1762
- Delphinium anatolicum  H.Misirdali, Malyer & Baser , 1985 publ. 1987
- Delphinium andersonii A.Gray ,  1887
- Delphinium andesicola Ewan , 1939
  - Delphinium andesicola subsp. amplum  (Ewan) Ewan , 1945
- Delphinium angustipaniculatum W. T. Wang , 1991
- Delphinium angustirhombicum W. T. Wang , 1986
- Delphinium anthriscifolium Hance , 1868
  - Delphinium anthriscifolium var. anthriscifolium
  - Delphinium anthriscifolium var. savatieri  (Franch.) Munz , 1967
- Delphinium antoninum Eastw. , 1942
- Delphinium apolanum  Starm. , 2001
- Delphinium aquilegifolium  (Boiss.) Bornm. , 1904
- Delphinium araraticum (N.Busch) Grossh. ,
- Delphinium arcuatum N.Busch , 1902
- Delphinium austriacum  (Pawl.) Starm. , 1996
- Delphinium autumnale Hand.-Mazz. , 1931
- Delphinium bakeri Ewan , 1942
- Delphinium balansae Boiss. & Reut. , 1856
- Delphinium balcanicum Pawl. , 1963
- Delphinium barbatum  Bunge , 1847
- Delphinium barbeyi (Huth) Huth , 1893
- Delphinium barlykense Lomon. & Khanm. , 1985
- Delphinium barrancae  Ewan , 1945
- Delphinium basalticum Warnock , 1995
- Delphinium batalinii Huth , 1895
- Delphinium batangense Finet & Gagnep. , 1904
- Delphinium beesianum W. W. Sm. , 1913
  - Delphinium beesianum var. beesianum
  - Delphinium beesianum var. radiatifolium  (Hand.-Mazz.) W.T.Wang , 1962
- Delphinium bhutanicum  Munz  , 1967
- Delphinium bicarpellatum  Qureshi & Chaudhri , 1978 publ. 1979
- Delphinium bicolor Nutt. , 1834
  - Delphinium bicolor subsp. bicolor  ,
- Delphinium bicornutum  Hemsl., 1879
- Delphinium biternatum Huth , 1895
- Delphinium bolosii C.Blanché & Molero , 1983
- Delphinium bovei  Decne. , 1835
- Delphinium brachycentrum Ledeb. , 1841
  - Delphinium brachycentrum subsp. maydellianum  (Trautv.) Jurtzev , 1971
- Delphinium bracteosum Sommier & Levier , 1893
- Delphinium brevisepalum W. T. Wang , 1986
- Delphinium brunonianum Royle , 1834
- Delphinium bucharicum  Popov , 1916
- Delphinium bulbilliferum  Rech.f., , 1973
- Delphinium bulleyanum  Forrest ex Diels , 1912
- Delphinium burkei  Greene , 1894
- Delphinium burmaense  Munz , 1968
- Delphinium caeruleum Jacquem. , 1841
  - Delphinium caeruleum var. caeruleum
  - Delphinium caeruleum var. obtusilobum  Brühl ex Huth , 1895
- Delphinium calcar-equitis  Standl. , 1937
- Delphinium californicum Torr. & Gray , 1838
  - Delphinium californicum subsp. interius  (Eastw.) Ewan , 1945
- Delphinium calophyllum W. T. Wang , 1979
- Delphinium calthifolium Q. E. Yang & Y. Luo , 2001
- Delphinium campylocentrum Maxim. , 1887
- Delphinium candelabrum Ostenf. , 1922
  - Delphinium candelabrum var. monanthum  (Hand.-Mazz.) W.T.Wang , 1962
- Delphinium cardinale Hook. , 1855
- Delphinium carduchorum  Chowdhuri & P.H.Davis , 1958
- Delphinium carolinianum Walt. , 1788
  - Delphinium carolinianum subsp. carolinianum   ,
  - Delphinium carolinianum subsp. vimineum  (D.Don) M.J.Warnock  , 1981
  - Delphinium carolinianum subsp. virescens  (Nutt.) R.E.Brooks , 1982
- Delphinium cashmerianum Royle , 1834
- Delphinium caucasicum C.A.Mey. , 1849
- Delphinium caudatolobum W. T. Wang , 1979
- Delphinium centeteroides  (Brühl) Munz , 1967
- Delphinium ceratophoroides W. T. Wang , 1962
- Delphinium ceratophorum Franch. , 1886
  - Delphinium ceratophorum var. brevicorniculatum  W.T.Wang , 1962
- Delphinium chamissonis Pritz. ex Walp. , 1843
- Delphinium changaicum  Frizen , 1990
- Delphinium charadzeae Kem.-Nath. & Gagnidze , 1965
- Delphinium chayuense W. T. Wang , 1986
- Delphinium cheilanthum Fisch.ex DC. , 1817
- Delphinium chenii W. T. Wang , 1957
- Delphinium chodatii  Oppenh. , 1936
- Delphinium chrysotrichum  Finet & Gagnep. , 1904
  - Delphinium chrysotrichum var. tsarongense  (Hand.-Mazz.) W.T.Wang  , 1979
- Delphinium chumulangmaense W. T. Wang , 1965
- Delphinium chungbaense W. T. Wang , 1979
- Delphinium cilicicum  P.H.Davis & Kit Tan  , 1986
- Delphinium cinereum  Boiss. , 1843
- Delphinium coleopodum Hand.-Mazz. , 1931
- Delphinium conaense W. T. Wang , 1987
- Delphinium × confertiflorum  Wooton , 1910
- Delphinium confusum Popov , 1937
- Delphinium connectens Pachom. , 1972
- Delphinium consolida L., 1753
- Delphinium cooperi  Munz  , 1968
- Delphinium corymbosum  Regel  , 1880
- Delphinium cossonianum  Batt. , 1917
- Delphinium crassicaule Ledeb. , 1841
- Delphinium crassifolium Schrad. ex Ledeb. , 1818
- Delphinium crispulum Rupr. , 1869
- Delphinium cuneatum Steven ex DC. , 1817
- Delphinium cyananthum   Nevski , 1937
- Delphinium darginicum Dimitrova , 1966
- Delphinium dasyanthum Kar. & Kir. , 1842
- Delphinium dasycarpum Steven ex DC. , 1817
- Delphinium dasycaulon  Fresen.  , 1837
- Delphinium dasystachyon  Boiss. & Balansa , 1859
- Delphinium davidii Franch. , 1893
- Delphinium davisii  Munz , 1967
- Delphinium decoloratum Ovcz. & Kochk. , 1975
- Delphinium decorum Fisch. & C.A. Mey. , 1837
- Delphinium delavayi Franch. , 1886
  - Delphinium delavayi var. baoshanense  (W.T.Wang) W.T.Wang , 1995 publ. 1996
  - Delphinium delavayi var. delavayi 
  - Delphinium delavayi var. pogonanthum (Hand.-Mazz.) W.T.Wang , 1979
- Delphinium densiflorum Duthie ex Huth , 1895
- Delphinium denudatum Wall. ex Hook.f. & Thoms. , 1855
- Delphinium depauperatum Nutt. , 1838
- Delphinium dictyocarpum DC. ,
- Delphinium dictyocarpum  DC.
- Delphinium disjunctum  Ewan  , 1950
- Delphinium dissectum  Huth  , 1895
- Delphinium diversifolium  Greene , 1896
- Delphinium dolichocentroides W. T. Wang , 1962
- Delphinium dolichostachyum  Chowdhuri & P.H.Davis , 1958
- Delphinium dubium  (Rouy & Foucaud) Pawl.  , 1933 publ. 1934 - Dauphinelle douteuse
- Delphinium dyctiocarpum  DC.  , 1817
  - Delphinium dyctiocarpum subsp. uralense  (Nevski) Pawl. , 1963
- Delphinium dzavakhischwilii Kem.-Nath. , 1965
- Delphinium ecalcaratum  S.Y.Wang & K.F.Zhou , 1981
- Delphinium edelbergii  Rech.f. & Riedl , 1973
- Delphinium eglandulosum Chang Y. Yang & B. Wang , 1992
- Delphinium elatum L. , 1753  - Dauphinelle élevée
- Delphinium elbursense  Rech.f. , 1951
- Delphinium elisabethae N.Busch , 1937
- Delphinium elliptico-ovatum  W.T.Wang , 1962
- Delphinium ellipticovatum W. T. Wang , 1962
- Delphinium emarginatum C.Presl , 1822
  - Delphinium emarginatum subsp. nevadense  (Kunze) C.Blanché & Molero , 1984 publ. 1985
- Delphinium eriostylum H. Léveillé , 1906
  - Delphinium eriostylum var. hispidum  (W.T.Wang) W.T.Wang , 1996
- Delphinium erlangshanicum W. T. Wang , 1962
- Delphinium exaltatum Ait. , 1789
- Delphinium favargeri  C.Blanché, Molero & J.Simon ,  , 1997
- Delphinium fedorovii Dimitrova , 1966
- Delphinium filifolium  Iranshahr , 1992
- Delphinium fissum Waldst. & Kit. , 1801 - Dauphinelle fendue
  - Delphinium fissum subsp. anatolicum  Chowdhuri & P.H. , 1958
  - Delphinium fissum subsp. caseyi  (Burtt) C.Blanché & Molero, 1983
  - Delphinium fissum subsp. ithaburense  (Boiss.) C.Blanché & Molero , 1983
  - Delphinium fissum subsp. sordidum  (Cuatrec.) Amich, E.Rico & J.Sánchez , 1981
- Delphinium flexuosum M.Bieb. , 1808
  - Delphinium flexuosum var. buschianum  (Grossh.) Parsa , 1986
- Delphinium formosum Boiss. & A.Huet , 1856
- Delphinium forrestii Diels,1912
  - Delphinium forrestii var. viride  (W.T.Wang) W.T.Wang, 1979
- Delphinium geraniifolium Rydb. , 1899
- Delphinium geyeri Greene , 1894
- Delphinium giraldii Diels , 1905
- Delphinium glabricaule W. T. Wang , 1962
- Delphinium glaciale Hook. f. & Thomson , 1855
- Delphinium glareosum Greene , 1896
  - Delphinium glareosum subsp. caprorum  (Ewan) Ewan , 1945
- Delphinium glaucescens Rydb. , 1900
- Delphinium glaucum S. Wats. , 1880
- Delphinium gonggaense W. T. Wang , 1984
- Delphinium gracile DC. , 1817
- Delphinium gracilentum Greene , 1893
- Delphinium grandiflorum L. , 1753
  - Delphinium grandiflorum var. fangshanense  (W.T.Wang) W.T.Wang  , 1979
  - Delphinium grandiflorum var. gilgianum  (Pilg. ex Gilg) Finet & Gagnep.  , 1904
  - Delphinium grandiflorum var. grandiflorum
  - Delphinium grandiflorum var. mosoynense  (Franch.) Huth  , 1895
- Delphinium grandilimbum W. T. Wang & M. J. Warnock , 1997
- Delphinium griseum  Gilli  , 1955
- Delphinium gubanovii  Frizen  , 1990
- Delphinium gueneri  P.H.Davis , 1988
- Delphinium gyalanum C. Marquand & Airy Shaw , 1929
- Delphinium gypsophilum Ewan , 1945
- Delphinium halteratum Sm.  , 1809 - Dauphinelle à longs pédoncules
- Delphinium hamatum Franch. , 1889
- Delphinium hansenii (Greene) Greene , 1896
  - Delphinium hansenii subsp. hansenii
  - Delphinium hansenii subsp. kernense  (Davidson) Ewan , 1945
- Delphinium helenicum Pawl. , 1963
- Delphinium henryi Franch. , 1893
- Delphinium heratense  Iranshahr , 1992
- Delphinium hesperium Gray , 1887
  - Delphinium hesperium subsp. cuyamacae  (Abrams) H.F.Lewis & Epling , 1954
  - Delphinium hesperium subsp. pallescens  (Ewan) H.Lewis & Epling , 1954
- Delphinium hillcoatiae Munz, , 1968
- Delphinium himalayae  Munz , 1968
- Delphinium hirschfeldianum Heldr. & Holzm. , 1888
- Delphinium hirticaule Franch. , 1894
  - Delphinium hirticaule var. hirticaule
- Delphinium hirtifolium W. T. Wang , 1984
- Delphinium hohenackeri  Boiss. , 1867
- Delphinium honanense W. T. Wang , 1962
- Delphinium hsinganense S. H. Li & Z. F. Fang , 1975
- Delphinium huangzhongense W. T. Wang , 1999
- Delphinium hueizeense W. T. Wang , 1986
- Delphinium hui Chen , 1948
- Delphinium humilius (W. T. Wang) W. T. Wang , 1996
- Delphinium hutchinsoniae Ewan , 1951
- Delphinium ilgazense  P.H.Davis , 1965
- Delphinium iliense  Huth , 1895
- Delphinium imbricatilobum  W.T.Wang , 1979
- Delphinium incisolobulatum W. T. Wang , 1987
- Delphinium incisum  (Hook.f. & Thomson) Wall. ex Munz , 1967
- Delphinium inconspicuum Serg. , 1930
- Delphinium × inflexum  Davidson , 1927
- Delphinium inopinatum Nevski, 1937
- Delphinium inopinum (Jepson) Lewis & Epling , 1954
- Delphinium iris  Ilarslan & Kit Tan , 1990
- Delphinium jacobsii  Iranshahr , 1992
- Delphinium kamaonense Huth , 1893
  - Delphinium kamaonense var. glabrescens  (W.T.Wang) W.T.Wang , 1979
  - Delphinium kamaonense var. kamaonense  ,
- Delphinium kansuense W. T. Wang , 1965
- Delphinium kantzeense W. T. Wang , 1962
- Delphinium karategini Korsh. , 1902
- Delphinium kaschgaricum Chang Y. Yang & B. Wang , 1989
- Delphinium keminense Pachom. , 1972
- Delphinium kingianum Brühl ex Huth , 1895
  - Delphinium kingianum var. acuminatissimum  (W.T.Wang) W.T.Wang , 1979
  - Delphinium kingianum var. leiocarpum  Brühl ex Huth , 1895
- Delphinium kitianum  Ilarslan , 1990
- Delphinium knorringianum B.Fedtsch. , 1936
- Delphinium koelzii  Munz  , 1967
- Delphinium kohatense (Brühl) Munz , 1967
- Delphinium kolymense A.P.Khokhr. , 1980
- Delphinium kunlunshanicum Chang Y. Yang & B. Wang , 1989
- Delphinium kurdicum  Boiss. & Hohen. , 1843
- Delphinium lacei  Munz , 1968
- Delphinium lacostei Danguy , 1908
- Delphinium lalesaricum  Iranshahr  , 1992
- Delphinium lanigerum  Boiss. , 1849
- Delphinium lasiantherum W. T. Wang , 1983
- Delphinium latirhombicum W. T. Wang , 1986
- Delphinium latisepalum  Hemsl. , 1879
- Delphinium laxicymosum W. T. Wang , 1962
- Delphinium laxiflorum DC. , 1817
- Delphinium laxiusculum  (Boiss.) Rouy , 1893
- Delphinium leiophyllum (W. T. Wang) W. T. Wang , 1980
- Delphinium leiostachyum W. T. Wang , 1987
- Delphinium leonidae Kem.-Nath. , 1965
- Delphinium leptophyllum  Hemsl. , 1879
- Delphinium leroyi Franchet ex Huth , 1873
- Delphinium leucophaeum  Greene , 1895
- Delphinium liangshanense W. T. Wang , 1979
- Delphinium lihengianum  Q.E.Yang & Y.Luo , 2003
- Delphinium likiangense Franch. , 1893
- Delphinium lilacinum  Hand.-Mazz. , 1931
- Delphinium lingbaoense S. Y. Wang & Q. S. Yang , 1989
- Delphinium lipskyi Korsh. , 1902
- Delphinium lithophilum  Podlech , 1970
- Delphinium lomakinii Kem.-Nath. , 1965
- Delphinium longibracteatum  (Boiss.) Munz , 1967
- Delphinium longipedicellatum W. T. Wang , 1979
- Delphinium longipedunculatum Regel & Schmalh. , 1877
- Delphinium ludlowii  Munz , 1968
- Delphinium luteum Heller , 1903
- Delphinium lycoctonifolium  H.Lév. , 1909
- Delphinium maackianum Regel , 1861
- Delphinium macrocentrum  Oliv. , 1885
- Delphinium macropetalum  DC.  , 1817
- Delphinium × macrophyllum  Wooton , 1910
- Delphinium macropogon Prokh. , 1961
- Delphinium macrostachyum  Boiss. ex Huth , 1895
- Delphinium maderense  C.Blanché , 1992
- Delphinium madrense S. Wats. , 1890
- Delphinium majus (W. T. Wang) W. T. Wang , 1965
- Delphinium malabaricum  (Huth) Munz , 1968
- Delphinium malacophyllum Hand.-Mazz. , 1939
- Delphinium malyschevii N.V.Friesen , 1990
- Delphinium maoxianense W. T. Wang , 1993
- Delphinium mariae N.Busch , 1903
- Delphinium mastujensis  Qureshi & Chaudhri , 1978 publ. 1979
- Delphinium maximowiczii Franch. , 1893
- Delphinium medogense W. T. Wang , 1896
- Delphinium megalanthum Nevski , 1937
- Delphinium menziesii DC. , 1817
  - Delphinium menziesii subsp. menziesii
  - Delphinium menziesii subsp. pyramidale  Ewan , 1945
- Delphinium micranthum Boiss. & Hohen. , 1843
- Delphinium micropetalum Finet & Gagnep. , 1904
- Delphinium mirabile Serg. , 1930
- Delphinium molle  Danguy , 1908
- Delphinium mollifolium W. T. Wang , 1983
- Delphinium mollipilum W. T. Wang , 1962
- Delphinium montanum DC. , 1805  - Dauphinelle des montagnes
- Delphinium motingshanicum W. T. Wang & M. J. Warnock , 1997
- Delphinium muliense W. T. Wang , 1957
- Delphinium muliense var. muliense
- Delphinium multiplex (Ewan) C.L. Hitchc. , 1964
- Delphinium munzianum  P.H.Davis & Kit Tan , 1986
- Delphinium muscosum Exell & Hillc. , 1953
- Delphinium nangchienense'' W. T. Wang , 1979
- Delphinium nangziense W. T. Wang , 1994
- Delphinium naviculare W. T. Wang , 1962
- Delphinium neowentsaii  Chang Y.Yang  , 2005
- Delphinium nepalense  Kitam. & Tamura , 1954
- Delphinium newtonianum D.M. Moore , 1939
- Delphinium nikitinae Pachom. , 1972
- Delphinium ninglangshanicum W. T. Wang , 1986
- Delphinium nordhagenii Wendelbo , 1954
- Delphinium nortonii Dunn , 1927
- Delphinium novomexicanum Woot. , 1910
- Delphinium nudicaule Torr. & Gray , 1838
- Delphinium nurguschense  Kulikov  , 2000
- Delphinium nuristanicum  Tamura  , 1956
- Delphinium nuttallianum  Pritz. ex Walp.  , 1843
  - Delphinium nuttallianum var. lineapetalum  (Ewan) C.L.Hitchc.  , 1964
- Delphinium nuttallii Gray , 1887
  - Delphinium nuttallii subsp. nuttallii
- Delphinium nydeggeri  Hub.-Mor. , 1979
- Delphinium obcordatilimbum W. T. Wang , 1979
- Delphinium occidentale (S.Watson) S.Watson ex Coult. , 1885
  - Delphinium occidentale ssp. occidentale
  - Delphinium occidentale subsp. quercicola Ewan , 1945
- Delphinium ochotense Nevski , 1937
- Delphinium ochroleucum Steven ex DC. , 1817
- Delphinium omeiense W. T. Wang , 1979
- Delphinium oreophilum Huth , 1895
- Delphinium orthocentrum Franch. , 1893
- Delphinium osseticum N.Busch , 1931
- Delphinium ovczinnikovii Kamelin & Pissjauk. , 1968
- Delphinium oxysepalum Borbás & Pax , 1890
- Delphinium pachycentrum Hemsley , 1892
  - Delphinium pachycentrum var. lancisepalum  (Hand.-Mazz.) W.T.Wang , 1962
  - Delphinium pachycentrum var. pachycentrum
- Delphinium palasianum  Rafiq , 1996
- Delphinium pallidiflorum Freyn , 1901
- Delphinium parishii Gray , 1887
  - Delphinium parishii subsp. pallidum  (Munz) M.J.Warnock , 1990
  - Delphinium parishii subsp. subglobosum  (Wiggins) H.F.Lewis & Epling , 1954
- Delphinium parryi Gray , 1887
  - Delphinium parryi subsp. blochmaniae  (Greene) H.F.Lewis & Epling , 1954
  - Delphinium parryi subsp. maritimum  (Davidson) M.J.Warnock  , 1990
  - Delphinium parryi subsp. purpureum  (Lewis & Epling) M.J.Warnock , 1990
- Delphinium patens Benth. , 1849
  - Delphinium patens subsp. montanum  (Munz) Ewan , 1942
- Delphinium pavlovii Kamelin , 1975
- Delphinium pavonaceum  Ewan , 1945
- Delphinium pedatisectum  Hemsl. , 1879
  - Delphinium pedatisectum subsp. ehrenbergii  (Huth) Ewan , 1945
- Delphinium penicillatum  Boiss. , 1841
- Delphinium pentagynum Lam. , 1786
- Delphinium peregrinum L.  , 1753 - Dauphinelle voyageuse
- Delphinium pergameneum W. T. Wang , 1983
- Delphinium petrodavisianum  Ilarslan & Kit Tan , 1990
- Delphinium pictum Willd.  , 1809  - Dauphinelle peinte
- Delphinium poltoratzkii Rupr. , 1869
- Delphinium polycladon Eastw. , 1901
- Delphinium pomeense W. T. Wang , 1974
- Delphinium popovii Pachom. , 1972
- Delphinium potaninii Huth , 1893
  - Delphinium potaninii var. bonvalotii  (Franch.) W.T.Wang 	, 1996
  - Delphinium potaninii var. potaninii
- Delphinium prokhanovii Dimitrova , 1966
- Delphinium propinquum Nevski , 1937
- Delphinium pseudocaeruleum W. T. Wang , 1962
- Delphinium pseudocampylocentrum W. T. Wang , 1962
- Delphinium pseudocandelabrum W. T. Wang , 1983
- Delphinium pseudocyananthum Chang Y. Yang & B. Wang , 1992
- Delphinium pseudoglaciale W. T. Wang , 1979
- Delphinium pseudograndiflorum  W.T.Wang , 1962
- Delphinium pseudohamatum W. T. Wang , 1983
- Delphinium pseudomosoynense W. T. Wang , 1993
- Delphinium pseudopulcherrimum W. T. Wang , 1965
- Delphinium pseudothibeticum W. T. Wang & M. J. Warnock , 1997
- Delphinium pseudotongolense W. T. Wang , 1962
- Delphinium pseudoyunnanense W. T. Wang & M. J. Warnock , 1995 publ. 1996
- Delphinium pulanense W. T. Wang , 1979
- Delphinium pumilum W. T. Wang , 1962
- Delphinium puniceum Pall. , 1776
- Delphinium purpurascens W. T. Wang , 1979
- Delphinium purpusii Brandegee , 1899
- Delphinium pycnocentrum Franch. , 1886
- Delphinium pylzowii Maxim. ex Regel , 1876
  - Delphinium pylzowii var. trigynum  W.T.Wang  , 1962
- Delphinium pyramidale  Royle , 1834
- Delphinium pyramidatum Albov , 1891
- Delphinium qinghaiense W. T. Wang , 1991
- Delphinium quercetorum  Boiss. & Hausskn. , 1888
- Delphinium raikovae Pachom. , 1972
- Delphinium rangtangense W. T. Wang,  1986
- Delphinium rechingerorum  Iranshahr , 1992
- Delphinium recurvatum Greene , 1889
- Delphinium requienii DC. , 1805
- Delphinium retropilosum (Huth) Sambuk , 1929
- Delphinium reverdattoanum Polozhij & Revjakina , 1978
- Delphinium robustum Rydb. , 1901
- Delphinium roylei Munz, 1967
- Delphinium rutoense  J.T.Pan 	, 1979
- Delphinium sajanense Jurtzev , 1968
- Delphinium saniculifolium  Boiss. , 1846
- Delphinium sapellonis Cockerell , 1902
- Delphinium sauricum Schischk. , 1937
- Delphinium saxatile W. T. Wang , 1957
- Delphinium scabriflorum  D.Don , 1821
- Delphinium scaposum Greene , 1881
- Delphinium schmalhausenii Albov , 1891
- Delphinium scopulorum Gray , 1853
  - Delphinium scopulorum var. scopulorum
- Delphinium semibarbatum Bien. ex Boiss. , 1867
- Delphinium semiclavatum Nevski , 1937
- Delphinium shawurense W. T. Wang , 1979
- Delphinium sheilae  Kit Tan , 1984
- Delphinium sherriffii Munz , 1968
- Delphinium shuichengense W. T. Wang , 1991
- Delphinium siamense  (Craib) Munz , 1968
- Delphinium simonkaianum Pawl. , 1933 publ. 1934
  - Delphinium simonkaianum subsp. sericeocarpum  (Simonk.) Starm. , 2002
- Delphinium sinoelatum Chang Y. Yang & B. Wang , 1992
- Delphinium sinopentagynum W. T. Wang , 1974
- Delphinium sinoscaposum W. T. Wang , 1962
- Delphinium sinovitifolium W. T. Wang , 1962
- Delphinium siwanense Franch. , 1893
- Delphinium smithianum Hand.-Mazz. , 1939
- Delphinium souliei Franch. , 1893
- Delphinium sparsiflorum Maxim. , 1877
- Delphinium speciosum M.Bieb. , 1808
- Delphinium spirocentrum Hand.-Mazz. , 1931
- Delphinium stachydeum (Gray) Tidestrom , 1914
- Delphinium stapeliosmum  Brühl , 1895
- Delphinium staphisagria L.  , 1753 - Staphisaigre
- Delphinium suave  Huth  , 1895
- Delphinium subcuneatum  Tzvelev , 1996 publ. 1997
- Delphinium subscandens  Ewan , 1945
- Delphinium subspathulatum W. T. Wang , 1979
- Delphinium sutchuenense Franch. , 1893
- Delphinium sutherlandii Warnock , 1995
- Delphinium swatense  Qureshi & Chaudhri 	, 1978 publ. 1979
- Delphinium sylvaticum  Pomel  , 1874
- Delphinium syncarpum  Freyn ex Stapf , 1886
- Delphinium szowitsianum Boiss. , 1867
- Delphinium tabatae Tamura , 1986
- Delphinium taipaicum W. T. Wang , 1962
- Delphinium taliense Franch. , 1893
  - Delphinium taliense var. taliense  ,
- Delphinium tangkulaense W. T. Wang , 1965
- Delphinium tarbagataicum Chang Y. Yang & B. Wang , 1989
- Delphinium tatsienense Franch. , 1893
  - Delphinium tatsienense var. tatsienense  ,
- Delphinium taxkorganense W. T. Wang , 1993
- Delphinium tenii H. Léveillé , 1909
- Delphinium tenuisectum Greene , 1894
  - Delphinium tenuisectum subsp. amplibracteatum  (Wooton) Ewan , 1945
- Delphinium ternatum Huth , 1895
- Delphinium tetanoplectrum  Rech.f. , 1954
- Delphinium tetragynum W. T. Wang , 1983
- Delphinium thamarae Kem.-Nath. , 1965
- Delphinium thibeticum Finet & Gagnep. , 1904
  - Delphinium thibeticum var. thibeticum  ,
- Delphinium tianschanicum W.T.Wang , 1962
- Delphinium tongolense Franch. , 1893
- Delphinium treleasei Bush ex K.C. Davis , 1900
- Delphinium trichophorum Franchet , 1893
  - Delphinium trichophorum var. oxycentrum  (W.T.Wang) N.I.Malyutin , 2001
- Delphinium tricorne Michx. , 1803
- Delphinium trifoliolatum Finet & Gagnep. , 1904
- Delphinium trisectum W. T. Wang , 1962
- Delphinium triste Fisch. , 18717
- Delphinium trolliifolium Gray , 1872
- Delphinium tuberosum  Aucher ex Boiss. , 1841
- Delphinium turczaninovii N.V.Friesen , 1990
- Delphinium turkmenum Lipsky , 1900
- Delphinium ukokense Serg. , 1955
- Delphinium uliginosum Curran , 1885
- Delphinium umbraculorum Lewis & Epling , 1954
- Delphinium umbrosum Hand.-Mazz. , 1931
  - Delphinium umbrosum var. drepanocentrum   (Brühl ex Huth) W.T.Wang & M.J.Warnock , 1995 publ. 1996
- Delphinium uncinatum Hook.f. & Thomson , 1872
- Delphinium unifolium   Tamura , 1979
- Delphinium ursinum   Rech.f.  , 1951
- Delphinium valens  Standl.  , 1937
- Delphinium variegatum  Torr. & A.Gray  , 1838
  - Delphinium variegatum subsp. apiculatum  (Greene) Ewan , 1945
  - Delphinium variegatum subsp. kinkiense  (Munz) M.J.Warnock  , 1990
  - Delphinium variegatum subsp. variegatum
- Delphinium venulosum  Boiss.  , 1867
- Delphinium verdunense Balb.  , 1804  - Dauphinelle de Verdun, Dauphinelle de Bresse
- Delphinium vestitum Wallich ex Royle , 1834
- Delphinium villosum Steven , 1824
- Delphinium virgatum  Poir. , 1812
- Delphinium viride S. Watson , 1888
- Delphinium viridescens Leib. , 1898
- Delphinium viscosum J. D. Hooker & Thomson , 1855
- Delphinium vvedenskyi Pachom. , 1972
- Delphinium wangii   M. J. Warnock , 2001
- Delphinium wardii   C. Marquand & Airy Shaw , 1929
- Delphinium weiningense   W. T. Wang , 1991
- Delphinium wellbyi   Hemsl. , 1907
- Delphinium wenchuanense   W. T. Wang , 1983
- Delphinium wendelboi   Iranshahr , 1992
- Delphinium wentsaii   Y. Z. Zhao , 1990
- Delphinium wilhelminae   Iranshahr  , 1992
- Delphinium williamsii   Munz 	 , 1967
- Delphinium winklerianum   Huth , 1895
- Delphinium wislizeni   Engelm. , 1848
- Delphinium wootonii   Rydb. , 1899
- Delphinium wrightii   Chen , 1948
- Delphinium wuqiaense   W. T. Wang , 1983
- Delphinium xantholeucum  Piper , 1906
- Delphinium xichangense  W. T. Wang , 1986
- Delphinium × xylorrhizum  Rydb. , 1912
- Delphinium yajiangense W. T. Wang , 1986
- Delphinium yangii W. T. Wang , 1986
- Delphinium yanwaense W. T. Wang , 1983
- Delphinium yechengense Chang Y. Yang & B. Wang , 1992
- Delphinium yongningense W. T. Wang & M. J. Warnock , 1997
- Delphinium yuanum Chen , 1948
- Delphinium yuchuanii Y. Z. Zhao , 1989
- Delphinium yulungshanicum W. T. Wang , 1986
- Delphinium yunnanense (Franch.) Franch. , 1893
- Delphinium zhangii W. T. Wang , 1999

Voir aussi les espèces du genre Consolida.

## Langage des fleurs
Dans le langage des fleurs, le pied-d'alouette symbolise la légèreté.